# ریکاردو سالیناس پلیئگو
ریکاردو سالیناس پلیئگو (به اسپانیایی: Ricardo Salinas Pliego) (زاده ۱۹۵۶) کارآفرین و مدیر ارشد اجرایی مکزیکی است، که به‌عنوان دومین فرد ثروتمند مکزیک شناخته می‌شود.
وی مدیر عامل اجرایی و مالک شرکت‌های گروپو سالیناس و گروپو الکترا، تی‌وی ازتکا و بانکو آزتکا می‌باشد. در سال ۲۰۱۳ بر پایه رتبه‌بندی مجله اقتصادی فوربز سالیناس در رتبه ۳۴ از فهرست ثروتمندترین افراد جهان قرار گرفت. نام وی از سال ۲۰۰۰ وارد فهرست ۱۰۰ فرد ثروتمند جهان شد. سالیناس هم‌اکنون با دارایی خالص ۱۷٫۴ میلیارد دلار، پس از کارلوس اسلیم (یکی از ثروتمندترین افراد جهان) در جایگاه دوم ثروتمندان مکزیک قرار دارد.